# José Domingo Ábalos
José Domingo Ábalos (Corrientes, 1798 - Ibidem, noviembre de 1853) fue un militar argentino que participó en las guerras civiles argentinas en el bando del partido unitario.

## Sus inicios
Era un simple peón de campo, aunque tenía alguna educación y sabía leer y escribir. Se enroló en el ejército en 1826 y participó en la campaña del coronel José López Chico contra la invasión brasileña a la provincia de Corrientes, como parte de la guerra del Brasil. Más tarde apoyó la ocupación de las Misiones Orientales por parte de Fructuoso Rivera.
Permaneció muchos años en la guarnición militar de Curuzú Cuatiá, ascendiendo al grado de capitán.
Participó en la rebelión contra Juan Manuel de Rosas, como oficial del ejército correntino, tomando parte en la derrota de Pago Largo.

## La guerra civil de 1840
Más tarde fue el jefe de la escolta del gobernador rosista José Antonio Romero, pero se mantuvo en contacto con los opositores. En octubre de 1839 arrestó a Romero, con lo que inició la revolución que puso a Pedro Ferré en el gobierno. Fue premiado con el grado de coronel.
Fue uno de los oficiales del ejército "libertador" del general Juan Lavalle, e hizo a sus órdenes la campaña de Entre Ríos y Buenos Aires. Luchó en Don Cristóbal y Sauce Grande en Entre Ríos. Llegado a Buenos Aires, derrotó al frente de su división al coronel Vicente González en el combate de Pajas Blancas, asegurando así el sitio de Buenos Aires por parte del ejército de Lavalle.
Durante la posterior retirada hacia el norte, combatió en la captura de la ciudad de Santa Fe y en la derrota de Quebracho Herrado. A órdenes de Mariano Acha participó en una desastrosa campaña a Santiago del Estero y La Rioja, y fue el jefe de la caballería unitaria en la batalla de Machigasta, que destruyó toda la división de Acha.
Se puso a órdenes del general Lamadrid, a cuyas órdenes hizo la campaña de Cuyo. Fue el jefe del último cuerpo en evacuar San Juan, justo a tiempo para pelear en la batalla de Rodeo del Medio, que resultó la derrota final del ejército unitario. Huyó con los restos de este a Chile.

## Un general a órdenes del general Paz
Desde Valparaíso se embarcó hacia Montevideo, y de allí pasó a órdenes de Rivera, peleando en la derrota de Arroyo Grande. Huyó a Corrientes, y de allí a Montevideo, donde participó en la defensa de la ciudad contra el sitio que le impuso Manuel Oribe. El general Paz lo ascendió al grado de general, pero algún tiempo después se exilió en Brasil.
Se unió al ejército correntino del general Paz en 1845; después de la derrota de Juan Madariaga en la batalla de Laguna Limpia, quedó como jefe de la vanguardia del ejército correntino. La campaña defensiva organizada por Paz resultó un fracaso, que minó el prestigio del general. Cuando el gobernador Joaquín Madariaga pretendió firmar la paz con el general Urquiza, Paz envió a Ábalos a la capital, a derrocar al gobernador. Este logró reunir algunos adictos y se pronunció en contra de Madariaga, pero todo el ejército permaneció leal a este. El fracaso de la revolución obligó a Paz, Ábalos y muchos de sus oficiales a huir a Paraguay y Brasil. De allí pasó otra vez a Montevideo.

## Caseros
Se unió al Ejército Grande de Urquiza, con el que hizo la campaña del Uruguay. Luchó en la batalla de Caseros como jefe de las fuerzas correntinas – el gobernador Benjamín Virasoro era el jefe de Estado Mayor. Su división arrolló sin problemas a la caballería de Rosas, formada en general por soldados bisoños y más predispuestos a huir que a luchar.
Regresó a su provincia tras la revolución que colocó en el poder a Juan Pujol, a fines de 1852. Al año siguiente apoyó al gobernador contra la primera revolución del general Nicanor Cáceres; fue su última actuación pública.
Falleció en Corrientes en noviembre de 1853.